# Aminoptérine
 (mai 2020).
Si vous disposez d'ouvrages ou d'articles de référence ou si vous connaissez des sites web de qualité traitant du thème abordé ici, merci de compléter l'article en donnant les références utiles à sa vérifiabilité et en les liant à la section « Notes et références ».

Molécule organique d’aminoptérine

L’aminoptérine est un médicament antagoniste de l'acide folique prescrit comme antinéoplasique qui inhibe les mitoses. Cette molécule fait partie de la liste EPA des substances extrêmement dangereuses.

## Composition
Ce médicament contient du méthotrexate, un agent antifolique de la classe des antimétabolites, utilisé dans le traitement de certains cancers et dans les maladies autoimmunes et inflammatoires. Il inhibe la dihydrofolate réductase, une enzyme capitale dans le métabolisme de l'acide folique.

## Usage
L'aminoptérine est indiqué dans les pathologies suivantes[réf. souhaitée] :
- Embryofoetopathie à l'aminoptérine/méthotrexate (EAM).
- Anencéphalie
- Méningocèle
- Hydrocéphalie
- Fente labio-palatine
- Retard de croissance staturo-pondéral